# Кінгстон-Спрінгс (Теннессі)
Кінгстон-Спрінгс (англ. Kingston Springs) — місто (англ. town) в США, в окрузі Чітем штату Теннессі. Населення — 2824 особи (2020).

## Географія
Кінгстон-Спрінгс розташований за координатами 36°5′3″ пн. ш. 87°6′20″ зх. д. / 36.08417° пн. ш. 87.10556° зх. д. (36.084115, -87.105619).  За даними Бюро перепису населення США в 2010 році місто мало площу 25,70 км², з яких 25,69 км² — суходіл та 0,01 км² — водойми.

## Демографія
Згідно з переписом 2010 року, у місті мешкало 2756 осіб у 1031 домогосподарстві у складі 789 родин. Густота населення становила 107 осіб/км².  Було 1083 помешкання (42/км²).
Расовий склад населення:
| - 96,8 % — білих - 1,1 % — чорних або афроамериканців - 0,5 % — азіатів - 0,1 % — корінних американців |

До двох чи більше рас належало 0,7 %. Частка іспаномовних становила 1,7 % від усіх жителів.
За віковим діапазоном населення розподілялося таким чином: 23,6 % — особи молодші 18 років, 66,6 % — особи у віці 18—64 років, 9,8 % — особи у віці 65 років та старші. Медіана віку мешканця становила 42,0 року. На 100 осіб жіночої статі у місті припадало 100,9 чоловіків;  на 100 жінок у віці від 18 років та старших — 97,0 чоловіків також старших 18 років.
Середній дохід на одне домашнє господарство  становив 83 799 доларів США (медіана — 65 767), а середній дохід на одну сім'ю — 95 011 долар (медіана — 69 755). Медіана доходів становила 50 268 доларів для чоловіків та 40 804 долари для жінок. За межею бідності перебувало 12,5 % осіб, у тому числі 17,2 % дітей у віці до 18 років та 2,6 % осіб у віці 65 років та старших.
Цивільне працевлаштоване населення становило 1486 осіб. Основні галузі зайнятості: освіта, охорона здоров'я та соціальна допомога — 23,0 %, роздрібна торгівля — 14,3 %, мистецтво, розваги та відпочинок — 12,0 %, будівництво — 10,9 %.